# Parafia św. Judy Tadeusza w Dąbrówce
Parafia św. Judy Tadeusza w Dąbrówce – rzymskokatolicka parafia znajdująca się w diecezji rzeszowskiej w dekanacie Brzostek.
Tymczasowa kaplica w Dąbrówce pw. św. Judy Tadeusza powstała w 1974. Została poświęcona  26 grudnia 1974 przez biskupa Ignacego Tokarczuka, konsekrowana  11 listopada 1979. W 1997 r. rozpoczęto rozbudowę kościoła, która trwała do 2002.
Teren parafii obejmuje miejscowości: Dąbrówkę, Krajowice, Lipnicę Dolną, część Opacia i Osiedle Gamrat stanowiące część miasta Jasła.